# St. Vincent’s College
Das St. Vincent’s College in Los Angeles, Kalifornien, war eine von den Vinzentinern 1864 gegründete, katholische Knabenschule, die bis 1911 bestand.
Gegründet wurde St. Vincent’s College auf Anregung des Priesters Thaddeus Amat, der 1855 nach Kalifornien gekommen war, um dort die katholische Mission voranzutreiben. Anfangs befand sich das College östlich des alten City Plaza im Lugo House. Ab etwa 1882 residierte es in einem Neubau an der Ecke Hill Street, Broadway, Sixth und Seventh Street. 1911 wurde die Schule geschlossen, da sich die Jesuiten bei ihren Bildungsvorhaben in den USA übernommen hatten. Die Schule ging danach im ebenfalls von Jesuiten geführten Los Angeles College auf, das sich 1918, nachdem es vom Staat Kalifornien offiziell anerkannt wurde, in „Loyola College of Los Angeles“ umbenannte.
1973 schloss sich das Loyola College mit dem Marymount College zusammen und firmiert seither unter dem Namen Loyola Marymount University.

## Bekannte Schüler
- George Herriman, Comiczeichner